# Montée Bonafous
La montée Bonafous est une voie du quartier des pentes de la Croix-Rousse à la charnière entre les 1er et 4e arrondissements de Lyon, en  France. Elle rend hommage au docteur Matthieu Bonafous et sa famille. 

## Historique
Le nom de cette rue a été attribué le 9 novembre 1860 par délibération du conseil municipal de Lyon par absorption de la rue Bély en l'honneur du docteur Matthieu Bonafous,,. Jean-Charles-Alphonse Bonafous a donné le terrain où se situe la voie, à la condition que son nom (de famille) soit attribué à la rue au motif "… que le nom de Bonafous honorablement porté par mon père et mes frères devienne le nom soit de la montée qui traverse les terrrains (sic) dont il s'agit soit de l'une des rues ou de place qui pourraient être créées sur l'emplacement que j'offre à la Ville." (Lettre d'Alphonse Bonafous à M. le Sénateur du 6 mars 1860),,.

## Localisation
La rue rejoint le cours d'Herbouville, depuis la place Louis Chazette (à l'époque place Saint-Clair), à la rue Lebrun et franchit les 1er et 4e arrondissements de Lyon,, dans une montée en zigzag.
Cette rue est située dans le quartier des ouvriers de la soie, domaine dans lequel a travaillé le docteur Bonafous,. Cette montée offre un panorama sur la chaîne des Alpes, le Rhône et sur différents quartiers de Lyon dont Les Brotteaux.

## Dans la culture populaire
La rue est l'objet d'une chanson du chanteur français Kent. Intitulée simplement Montée Bonafous, elle figure sur son album D'un autre Occident sorti en 1993,.